# Ballwin
Ballwin est une ville du Missouri, dans le comté de Saint Louis. 